# Lucas de Tuy
Lucas de Tuy, llamado el Tudense (León, segunda mitad del siglo XII - Tuy, 1249), fue un clérigo e intelectual leonés, destacado por su obra como historiador. Fue obispo de Tuy desde 1239 hasta su muerte en 1249.

## Biografía
Ocupó las dignidades eclesiásticas de canónigo regular de San Isidoro de León y obispo de Tuy.
Quizá cuando era aún diácono escribió su primera obra, De altera vita fideique controversiis adverus Albigensium errores libri III, que algunos fechan entre 1234 y 1235 y combate la herejía albigense inspirándose en San Isidoro y Jerónimo de Estridón; la obra se conserva sólo en una copia manuscrita tardía del siglo XVII.
Ya canónigo regular (1221-1239), Martino, abad de San Isidoro de León, encargó a Lucas defender la causa de San Isidoro de Sevilla escribiendo su De Miraculis Sancti Isidori (Sobre los milagros de San Isidoro). Esta obra lo ocupó entre 1223 y 1236. Provisto de gran fortuna, peregrinó a Roma, donde, según su propio testimonio, conoció al papa Gregorio IX y oyó predicar al general de los franciscanos Elías de Cortona. Allí decidió emprender otra peregrinación a Tierra Santa que lo llevó primero a Jerusalén y después a Armenia, Chipre, Grecia y Constantinopla, para regresar por Francia; en París veneró las reliquias del abad de Saint-Denis. Afirmó haber visto los supuestos cuatro clavos de la crucifixión de Jesucristo, uno en Francia, otro en Nazaret, otro en Tarso y el cuarto en Constantinopla. En 1233 o 1234 pasó la Pascua en Roma y desde 1239 hasta su muerte fue obispo de Tuy.
A petición de la reina Berenguela redactó en 1236 el Chronicon mundi, su mejor obra, una historia que abarca desde los orígenes del mundo hasta la conquista de Córdoba por Fernando III el Santo en 1236:
Constreñido y forçado por los mandamientos de la muy sabia y muy gloriosa reyna de las Españas doña Verenguela, me mandó que escribiese los libros, compuestos de los coronistas por santo Ysidoro y por otros sabios de la estoria de los reyes españoles. Puse este prohemio y prefaçión en la primera fruente del volumen porque aprendan los generosos príncipes por sangre e por claros fechos governar los reynos a sí subiectos no menos sabia que piadosamente que con mano valiente y poderosa, porque entonces la orden del derecho se guarda, quando se proçede en el regimiento de los súbditos más de gran ygualdad que de poderío.
Presenta un doble marco, universal y peninsular, se divide en cuatro partes y está redactada en un latín sencillo y accesible. Las fuente principal es San Isidoro, que complementa con el Biclarense, Hidacio, Orosio, Alfonso III, el Silense y Sampiro, e incorpora como material histórico, al igual que la Crónica najerense, numerosas leyendas épicas, por lo cual resulta muy interesante para la historia de la literatura española y el origen de los cantares de gesta. Ofrece, así, datos sobre Bernardo del Carpio, la mora Zaida, etc. De la popularidad de la obra da testimonio el hecho de que hayan subsistido diecinueve manuscritos de la misma, quizá más. Fue traducido al romance castellano a fines del siglo XIII o poco después, con el título de Corónica de Spaña por don Luchas de Tui. Otra traducción del texto romanceado, del siglo XV, la publicó Julio Puyol en 1926, realizada en un códice que posee la Real Academia de la Historia. La obra se divulgó sobre todo a través de la primera versión impresa, que ofreció el jesuita belga André Schott en el tomo IV de la Hispania illustrata (Fráncfort, 1608), elaborada por el también jesuita y gran historiador padre Juan de Mariana a principios del siglo XVII, colacionando cinco manuscritos de la misma y, para algunos pasajes, el manuscrito de Salamanca.

## Obras
- Chronicon mundi, 1236. Fue impreso por vez primera por el historiador jesuita Juan de Mariana en 1608. Hay ed. crítica moderna fundada en los diecinueve manuscritos conservados: Lucae Tudensis, Chronicon mundi, ed. de Emma Falque Rey, Brepols Publishers, 2003.
- De altera vita fideique controversiis adverus Albigensium errores (1234), MBVP, Lyon, 1677, vol. 13, p. 193-251. Hay edición moderna de Emma Falque, De altera vita; Brepols, 2009.
- De miraculis Sancti Isidori o Miracula Sancti Isidori.